# Automne Pavia
Pour les articles homonymes, voir Pavia (homonymie).
Automne Pavia, née le 3 janvier 1989 à Péronne (Somme), est une judoka française évoluant en moins de 57 kg. Médaillée de bronze aux Jeux olympiques de 2012 à Londres, elle détient deux médailles de bronze en Championnats du monde, en 2014 et 2015. Elle remporte trois titres européens, en 2013, 2014 et 2016, comptant également deux médailles de bronze en 2012 et lors des Jeux européens 2015.

## Biographie
Née à Péronne en Picardie, deuxième d'une famille de huit enfants, Automne Pavia grandit à Plainville (Oise), puis à Cabrespine et à Miraval-Cabardès, près de Carcassonne.
Elle commence le judo à l’âge de quatre ans dans l'Oise, au Judo Club St Justois. Un choix facilité par la présence de son père, lui-même entraîneur de judo et ceinture noire (rouge et blanche) 6e dan. Elle est ensuite repérée par Marc Alexandre qui lui fait intégrer le Pôle France à Marseille. Elle s'impose rapidement chez les juniors avec notamment un titre de championne de France en 2006 et signe avec le club de l'ACS Peugeot Citroën Mulhouse. En 2008, après une saison dans l'est, elle quitte Mulhouse et signe au Levallois Sporting Club, club de Gévrise Emane, et remporte le titre de vice-championne du monde juniors à Bangkok en Thaïlande.
Depuis 2009, elle évolue chez les seniors. 
Elle s'obtient sa première victoire sur un tournoi Grand Chelem lors du tournoi de Paris. Lors des championnats d'Europe à Istanbul, elle est éliminée en quart de finale par l'Azérie Gasimova, puis perd son match de repêchage face à l'Italienne Quintavalle. Titularisée lors de la compétition par équipes, elle remporte ses combats de la demi-finale face à la Turquie, puis en finale face à l'Allemande Waechter sur ippon, la France remportant le titre en s'imposant trois à deux. Lors des mondiaux, elle s'incline en huitième de finale face à la Russe Irina Zabludina. Dans la compétition par équipes, les Françaises remportent la médaille d'or en battant les Japonaises sur le score de quatre à un.
Troisième du tournoi de Paris 2012, elle remporte sa première médaille individuelle dans une grande compétition aux championnats d'Europe de Tcheliabinsk, battant lors de la rencontre pour la médaille de bronze sa compatriote Sarah Loko sur waza-ari. Elle remporte la médaille d'argent lors de la compétition par équipes où les Françaises s'inclinent trois à deux face aux Russes. En juin, elle choisit de quitter le club du Levallois Sporting Club Judo, où elle signe en 2008 après une année à Peugeot-Mulhouse en 2007, pour rejoindre le club de l'US Orléans. 
Pavia est sélectionnée pour les Jeux olympiques, Sarah Loko étant désignée remplaçante. Lors du tournoi olympique, elle remporte ses trois premiers tournois avant de s'incliner face à la Japonaise Kaori Matsumoto en demi-finale. Elle s'impose lors de la rencontre pour la médaille de bronze face à la Hongroise Hedvig Karakas,.
En 2013, pour la deuxième fois de sa carrière, elle remporte le tournoi de Paris en battant la Japonaise Anzu Yamamoto sur ippon. Elle remporte deux autres tournois internationaux, celui de Düsseldorf et celui de Budapest. Elle enchaine par les championnats d'Europe de Budapest en avril. Elle devient championne d'Europe en battant l'Autrichienne Sabrina Filzmoser. Elle obtient la médaille d'argent de la compétition par équipes où les Françaises s'inclient quatre à un face aux Hollandaises. Elle termine deuxième du Masters mondial, face à la Mongole Dorjsürengiin Sumiyaa. C'est en tant que numéro une mondiale qu'elle se présente aux championnats du monde de Rio. Elle est battue par la Brésilienne Rafaela Silva en demi-finale puis par l'Allemande Miryam Roper lors du match pour la médaille de bronze. Elle avoue quelques mois plus tard que sa compétition avoir mal vécue sa défaite en demi-finale, sa position de numéro une mondiale l'obligeant selon elle à gagner le titre. Elle envisage alors d'arrêter le judo.
En début d'année 2014, elle termine troisième du tournoi de Paris. En avril, lors des championnats d'Europe de Montpellier, elle conserve son titre par ippon à la 21e seconde de sa finale face à l'Allemande Miryam Roper après avoir battu la Roumaine  Corina Căprioriu, vice-championne olympique à Londres. Elle remporte également le titre européen lors de la compétition par équipes où les Françaises battent les Allemandes. En août, elle remporte sa première médaille mondiale lors des mondiaux de Tcheliabinsk en décrochant la médaille de bronze après sa victoire sur la Brésilienne Rafaela Silva lors du golden score. Elle s'était auparavant inclinée en demi-finale face à la Japonaise Nae Udaka.
Son année 2015 est perturbée par les blessures. D'abord au genou, en février, qui la prive de judo pendant quatre mois. Revenue pour les Jeux européens de Bakou, elle est battue en demi-finale par la Portugaise Telma Monteiro puis par l'Allemande Miryam Roper lors du match pour la médaille de bronze. Lors de cette compétition, elle connait une nouvelle blessure, entorse au coude. Lors des championnats du monde , elle est battue en demi-finale par la Japonaise Kaori Matsumoto, elle remporte la médaille de bronze en battant au golden score face à l'Américaine Marti Malloy grâce à une pénalité infligée à son adversaire. 
Après avoir éliminé Hélène Receveaux en demi-finale, sur ippon, elle remporte son troisième titre européen en s'imposant face à la Bulgare Ivelina Ilieva. Elle est préférée à Hélène Receveaux pour défendre les couleurs françaises aux Jeux olympiques. À Rio, lors du tournoi olympique, elle remporte son premier combat, puis perd en quart de finale face à la Japonaise Kaori Matsumoto, au terme d'un long combat, plus de trois minutes dans la mort subite. Elle perd ensuite en repêchage face à la Portugaise Telma Monteiro sur une clé de bras.
En janvier 2017, elle annonce mettre sa carrière en suspens pour raison de grossesse.
Après avoir donné naissance à son premier enfant en juillet, elle retrouve le chemin des tatamis et s'engage en novembre 2017 avec l'OM Judo avec en ligne de mire, les Jeux Olympiques 2020.
Pour son retour à la compétition, elle remporte en avril 2018 l'European cup de Dubrovnik, en Croatie.

## Style
Du haut de son mètre soixante et onze, Automne Pavia est généralement beaucoup plus grande que ses adversaires dans la catégorie des –57 kg. Droitière, Automne Pavia possède un style offensif et engage souvent des attaques amples (Ō-soto-gari, Harai-Goshi, Uchi-Mata).

## Palmarès

### Compétitions internationales
| Année | Compétition                   | Lieu         | Résultat | Catégorie      |
| ----- | ----------------------------- | ------------ | -------- | -------------- |
| 2007  | Championnats d'Europe juniors | Prague       | 1re      | Moins de 57 kg |
| 2008  | Championnats du monde junior  | Bangkok      | 2e       | Moins de 57 kg |
| 2012  | Championnats d'Europe         | Tcheliabinsk | 3e       | Moins de 57 kg |
| 2012  | Jeux olympiques               | Londres      | 3e       | Moins de 57 kg |
| 2013  | Championnats d'Europe         | Budapest     | 1re      | Moins de 57 kg |
| 2014  | Championnats d'Europe         | Montpellier  | 1re      | Moins de 57 kg |
| 2014  | Championnats du monde         | Tcheliabinsk | 3e       | Moins de 57 kg |
| 2015  | Jeux européens                | Bakou        | 3e       | Moins de 57 kg |
| 2015  | Championnats du monde         | Astana       | 3e       | Moins de 57 kg |
| 2016  | Championnats d'Europe         | Kazan        | 1re      | Moins de 57 kg |

Outre ses médailles individuelles, elle obtient des médailles dans des compétitions par équipes
| Année | Compétition           | Lieu         | Résultat |
| ----- | --------------------- | ------------ | -------- |
| 2011  | Championnats d'Europe | Istanbul     | 1re      |
| 2011  | Championnats du monde | Paris        | 1re      |
| 2012  | Championnats d'Europe | Tcheliabinsk | 2e       |
| 2013  | Championnats d'Europe | Budapest     | 2e       |
| 2014  | Championnats d'Europe | Montpellier  | 1re      |
| 2014  | Championnats du monde | Tcheliabinsk | 1re      |
| 2015  | Jeux européens        | Bakou        | 1re      |

### Tournois Grand Chelem et Grand Prix
| Année | Compétition                  | Lieu           | Résultat | Catégorie      |
| ----- | ---------------------------- | -------------- | -------- | -------------- |
| 2010  | Grand Prix de Tunis          | Tunis          | 1re      | Moins de 57 kg |
| 2010  | Tournoi de Qingdao           | Qingdao        | 2e       | Moins de 57 kg |
| 2011  | Tournoi de Paris             | Paris          | 1re      | Moins de 57 kg |
| 2011  | Grand Slam de Moscou         | Moscou         | 2e       | Moins de 57 kg |
| 2011  | Grand Slam de Rio de Janeiro | Rio de Janeiro | 3e       | Moins de 57 kg |
| 2011  | Grand Prix Abu Dhabi         | Abu Dhabi      | 3e       | Moins de 57 kg |
| 2012  | Tournoi de Paris             | Paris          | 3e       | Moins de 57 kg |
| 2012  | Grand Slam de Tokyo          | Tokyo          | 3e       | Moins de 57 kg |
| 2013  | Tournoi de Paris             | Paris          | 1re      | Moins de 57 kg |
| 2013  | Grand Prix de Düsseldorf     | Düsseldorf     | 1re      | Moins de 57 kg |
| 2013  | Masters mondial              | Tioumen        | 2e       | Moins de 57 kg |
| 2014  | Tournoi de Paris             | Paris          | 3e       | Moins de 57 kg |
| 2014  | Grand Prix de la Havane      | La Havane      | 1re      | Moins de 57 kg |
| 2014  | Grand Prix de Jeju           | Jeju           | 1re      | Moins de 57 kg |
| 2015  | Grand Prix de Düsseldorf     | Düsseldorf     | 3e       | Moins de 57 kg |
| 2016  | Grand Prix Samsun            | Samsun         | 2e       | Moins de 57 kg |
| 2016  | Grand Prix d'Almaty          | Almaty         | 3e       | Moins de 57 kg |

### Championnats de France
- Médaille de Bronze aux championnats de France 2018
- Médaille d'or aux championnats de France 2010
- Médaille d'or aux championnats de France 2009
- Médaille d'or aux championnats de France juniors 2008
- Médaille d'or aux championnats de France juniors 2006
- Médaille d'argent aux championnats de France juniors 2007

## Distinctions
- Chevalier de l'ordre national du Mérite (décret du 31 décembre 2012)[34]
- 6eme dan le 11 janvier 2025 Paris